# Peugeot Typ 37
Der Peugeot Typ 37 ist ein frühes Automodell des französischen Automobilherstellers Peugeot, von dem 1902 im Werk Audincourt 100 Exemplare produziert wurden.
Die Fahrzeuge besaßen einen Einzylinder-Viertaktmotor, der vorne angeordnet war und über Kardan die Hinterräder antrieb. Der Motor leistete aus 652 cm³ Hubraum  5 PS.
Bei einem Radstand von 140 cm betrug die Spurbreite 105 cm. Die Karosserieform Voiturette bot Platz für zwei Personen.